# دانييل مارتن
دانييل مارتن (بالإسبانية: Dani Martín Alexandre)‏ (16 سبتمبر 1981 إشبيلية إسبانيا - ) هو لاعب كرة قدم إسباني يلعب كمهاجم.

## روابط خارجية
- دانييل مارتن على موقع قاعدة بيانات كرة القدم.إي يو (الإنجليزية)
- دانييل مارتن على موقع Soccerway.com (الإنجليزية)
- دانييل مارتن على موقع عالم كرة القدم.نت (الإنجليزية)
- دانييل مارتن على موقع AS.com (الإسبانية)